# Fritz Skell
Fritz Skell (* 1. August 1885 in München; † 9. März 1961 in Dießen am Ammersee) war ein deutscher Zeichner und Insektenkundler.

## Leben
Skell war ein Angehöriger der Maler- und Gärtnerfamilie Sckell. Bereits in jungen Jahren sammelte er Schmetterlinge und Käfer. Der Künstler Heinrich Morin war sein Zeichenlehrer. Er war als Illustrator zoologischer und medizinischer Werke tätig und wurde 1912 Lehrer einer Klasse für naturwissenschaftliche Illustration an der Akademie der Bildenden Künste München.
In den Jahren 1913 und 1926 verbrachte er zwei längere Aufenthalte auf Sumatra, um dort einen Bildatlas der Tropenkrankheiten zu erstellen. Zugleich konnte er dort eingehende Studien der tropischen Tierwelt, insbesondere der Insekten, betreiben. So war er ab 1915 als Zeichenlehrer am Centralhospital Petoemboekan an der Ostküste von Sumatra tätig. Von 1932 bis 1955 war er Professor für naturwissenschaftliches und strenges Zeichnen an der Münchner Akademie für angewandte Kunst. Nach seiner Pensionierung malte er häufig am Chiemsee. Er war bekannt für üppige Blumendarstellungen und naturwissenschaftlich-anatomische Zeichnungen. Skell war seit 1904 Mitglied der Münchner Entomologischen Gesellschaft, zu deren Vorstand er seit 1931 gehörte. Zudem war er Mitglied des Künstlerkreises auf der Fraueninsel im Chiemsee. Für seine Illustrationen in großen medizinischen Werken wurde ihm von der Medizinischen Fakultät der Universität Erlangen die Ehrendoktorwürde verliehen. Bis kurz vor seinem Tod leitete er Ausbildungskurse für medizinisch-technische Assistentinnen. Er starb an einer Lungenembolie.
Skell hatte in seinem Leben eine ansehnliche entomologische Sammlung aufgebaut, die jedoch zum größten Teil während eines Bombenangriffs auf München samt seinem Atelier zerstört wurde. Er züchtete selbst einige Insekten, führte Beobachtungen und Präparationen durch. Dabei entwickelte er auch neue Präparationsmethoden. Neben den Schmetterlingen und Käfern beschäftigte er sich mit Milben und Mallophagen. Er war auch als Gemeinderat in seiner Wahlheimat Dießen am Ammersee tätig, war Mitglied des Kreistages in Landsberg am Lech, in unterschiedlichen Naturschutzorganisationen und Künstlervereinigungen, in der Gesellschaft der Freunde der Zoologischen Staatssammlung, in der Gesellschaft zur Förderung der Entomologie und anderen Organisationen.

## Werke (Auswahl)
Zu seinen Werken zählen farbenfrohe Landschaften, Porträts und Stillleben sowie zahlreiche Dekorationen für Münchner Theater.
Publikationen
- Zahlreiche Artikel In: Mitteilungen der Münchner Entomologischen Gesellschaft.
- mit Gustav Bärmann, Otto Eckersdorff: Atlas tropischer Darmkrankheiten. J. A. Barth, Leipzig 1913 (archive.org).
- mit Albert Haßelwander: Ein anatomischer Totentanz. Bergmann, München 1926.
- mit Ludwig Heim: Anleitung zur Mikrophotographie auch mit einfachen Einrichtungen, mit zweckmässigster Beleuchtung und mit einem neuen, wenig kostspieligen Apparat für den täglichen Gebrauch auf dem Mikroskopiertisch. Fischer, Jena 1931.